# William S. Linton

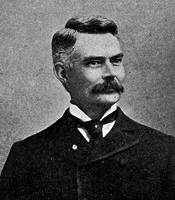
William S. Linton

William Seelye Linton (* 4. Februar 1856 in St. Clair, St. Clair County, Michigan; † 22. November 1927 in Lansing, Michigan) war ein US-amerikanischer Politiker. Zwischen 1893 und 1897 vertrat er den Bundesstaat Michigan im US-Repräsentantenhaus.

## Werdegang
Im Jahr 1859 zog William Linton mit seinen Eltern nach Saginaw, wo er die öffentlichen Schulen besuchte. Danach arbeitete er als Ladenangestellter in Farwell. Später war er in Alger in der Holzbranche tätig. Damals wurde er auch zweimal in den Kreisrat des Bay County gewählt. Nach seiner Rückkehr nach Saginaw im Jahr 1878 arbeitete er zusammen mit seinem Vater erneut in der Holzbranche. Gleichzeitig wurde er aber auch in auf verschiedenen anderen wirtschaftlichen Gebieten tätig. Politisch wurde Linton Mitglied der Republikanischen Partei. In den Jahren 1884 und 1885 saß er im Gemeinderat von East Saginaw. Von 1887 bis 1888 war er Abgeordneter im Repräsentantenhaus von Michigan. Im Jahr 1890 bewarb er sich erfolglos innerhalb seiner Partei für die Nominierung zum Kandidaten für das Amt des Vizegouverneurs von Michigan. Er war Leiter des Wasserausschusses der Stadt Saginaw, in der er im Jahr 1892 auch zum Bürgermeister gewählt wurde.
Bei den Kongresswahlen des Jahres 1892 wurde Linton im achten Wahlbezirk von Michigan in das US-Repräsentantenhaus in Washington, D.C. gewählt, wo er am 4. März 1893 die Nachfolge des Demokraten Henry M. Youmans antrat. Nach einer Wiederwahl im Jahr 1894 konnte er bis zum 3. März 1897 zwei Legislaturperioden im Kongress absolvieren. Ab 1895 war er Vorsitzender des Committee on Ventilation and Acoustics.
Nach seinem Ausscheiden aus dem US-Repräsentantenhaus amtierte Linton zwischen 1898 und 1914 als Posthalter in Saginaw. Von 1905 bis 1911 sowie nochmals zwischen 1913 und 1917 war er Vorsitzender des Handelsausschusses dieser Stadt. Im Jahr 1913 strebte er erfolglos die Nominierung seiner Partei für die Gouverneurswahl an. 1919 wurde er in die Steuerkommission des Staates Michigan berufen. Dieses Mandat übte er bis zu seinem Tod in Lansing im Jahr 1927 aus.